# 神奇寶貝劇場版：雪拉比 穿梭時空的相遇
《雪拉比 穿梭時空的相遇》，是神奇寶貝動畫的第四部電影版、城都聯盟的第二部電影版、以及進入21世紀後的第一部作品。本作以「好想與這樣的神奇寶貝相遇」作為標語（全句為「比超夢更強、比洛奇亞更快、比炎帝更善良，好想與這樣的神奇寶貝相遇」）。

## 剧情内容
在电影开始开篇，场景被设置在40年前的一片大森林中。一个叫雪成的男孩想进去那个森林去画画，在森林内，雪成遇到了被神奇宝贝猎人追捕并受重伤的雪拉比，当他们被神奇宝贝猎人追的走投无路的时候，雪拉比带着雪成到了40年后（现代），正好小智他们在这森林里，他们救了雪成，雪成告诉了小智他们关于雪拉比的事，小智他们救了雪拉比，并和他成为了好朋友。与此同时，火箭队的三干部比夏斯也在寻找着并打算捕猎雪拉比。比夏斯拥有能将一切神奇宝贝变得凶恶的黑暗球，将雪拉比自小智他们的身边夺走。为了拯救被比夏斯捕捉的雪拉比，小智与雪成拼命奋战。可是，温柔的雪拉比已经发生了很大的变化…… 
激烈的对战中，传说中的神奇宝贝水君出现了！小智他们能否拯救雪拉比和森林呢......

## 場景
- 果野森林

## 登場人物
| 角色名   | 配音員     | 配音員   | 配音員   |
| 角色名   | 日本       | 香港     | 臺灣     |
| -------- | ---------- | -------- | -------- |
| 小智     | 松本梨香   | 吳小藝   | 汪世瑋   |
| 皮卡丘   | 大谷育江   | 大谷育江 | 大谷育江 |
| 小霞     | 飯塚雅弓   | 張雪儀   | 林美秀   |
| 小剛     | 上田祐司   | 張振聲   | 正昇     |
| 武藏     | 林原惠     | 譚淑英   | 詹雅菁   |
| 小次郎   | 三木真一郎 | 陳廷軒   | 吳東原   |
| 喵喵     | 犬山犬子   | 王夢華   | 汪世瑋   |
| 大木雪成 | 戶田惠子   | 莎拉     | 劉如蘋   |
| 比夏斯   | 佐野史郎   |          | 林谷珍   |
| 永久     | 小山茉美   |          | 詹雅菁   |
| 美久     | 鈴木杏     |          | 劉如蘋   |
| 懷特     |            |          | 林谷珍   |

### 傳說神奇寶貝
- 時拉比（原譯雪拉比）（台灣配音：林美秀）
- 水君

## 主題曲
| 曲別   | 曲名                           | 作詞                         | 作曲     | 編曲     | 歌                           |
| ------ | ------------------------------ | ---------------------------- | -------- | -------- | ---------------------------- |
| 片頭曲 | 「」（目標是神奇寶貝大師2001） | 戶田昭吾                     | 田中宏和 | CHOKKAKU | 松本梨香                     |
| 片尾曲 | 「」（希望明天是個好天氣）     | 藤井郁彌（日本索尼音樂娛樂） | 田中宏和 | 富田素弘 | 藤井郁彌（日本索尼音樂娛樂） |

## 工作人員
- 原案：田尻智
- 顧問：石原恒和
- 動畫監修：小田部羊一
- エグゼクティブプロデューサー：久保雅一、川口孝司
- 製作人：吉川兆二、松追由香子、盛武源
- 動畫製作人：奥野敏聰、神田修吉
- アソシエイトプロデューサー：沢辺伸政、石川博、山内克仁、大橋美紀子、紀伊高明、吉田紀之
- アシスタントプロデューサー：福田剛士
- TVリレーションシップス：岩田圭介、岩田牧子
- 主任：藁科久美子、島村優子、金原由香里
- 劇本：園田英樹
- 分鏡：湯山邦彦
- 演出：日高政光、越智浩仁、吉村章、井硲清高
- 人物原案：杉森建、藤原基史、森本茂樹、吉田宏信、太田敏、にしだあつこ、斎藤むねお、吉川玲奈
- 人物設定：一石小百合、松原徳弘、玉川明洋
- 作画監督：玉川明洋、一石小百合、松原徳弘、池田裕治、井ノ上ユウ子、池平千里、福本勝
- 動画檢查：榎本富士香、齋藤徳明、室岡辰一、笠間陽子、部谷のりこ、大原真琴
- 色彩設計：吉野記通、佐藤美由紀
- 色指定：堀川直子、中尾総子
- 檢査：飛田ひろみ、水巻みゆき、石川直樹、伊藤良樹、森山敦子、奥井恵美子
- 特殊效果：太田憲之
- 美術監督：金森勝義
- 數碼設定：高尾克己
- 攝影監督：白井久男
- CG製作人：坂美佐子
- CG顧問：小畑正好
- プロダクションマネージャー：大竹研次
- 2D導演：水谷貴哉
- CGI監督：鹿住朗生
- ：佐藤誠
- 編輯：ジェイ・フィルム（邊見俊夫、伊藤裕）
- 視像：イマジカ
- 音樂：宮崎慎二
- 音樂製作人：斎藤裕二
- 一部原曲・作曲：増田順一、一之瀬剛、青木森一
- 音響監督：三間雅文
- 音響製作：南沢道義、西名武
- 制作担当：小板橋司
- 制作主任：岩佐がく
- 制作進行：兒玉隆、牧野治康、龜井康輝、嵯峨高之、阿部賢一
- 制作：小学館
- 動畫協力：スタジオコクピット、動画工房
- 動畫制作：OLM
- 監督：湯山邦彦
- 製作：河井常吉、君島達巳、富山幹太郎、芳原世幸、宮川鑛一、福田年秀、八木正男、Pikachu Project 2001

## 備註
- 雪成即為童年時期的大木博士，而大木博士遊戲設定的全名正是大木雪成（於初代並存在），這一點在日本後來增加之新片段（稱「雪拉比 穿梭時空的相遇特別篇」）中獲得証實。
- 本片一直直至2006年才隨著「寶可夢樂園（Poké Park）」的宣傳活動而被引進台灣，並且從未在當地電影院上映。
- 在日本電影院放映的電影開頭，作為廣告展示了《任天堂明星大亂鬥DX》開場序列的縮短版。

## 附篇作品
同時上映 皮卡丘的心跳捉迷藏（ピカチュウのドキドキかくれんぼ）
- 日本英文名：Pikachu's Exciting Hide & Seek
- 美國官方名：Pikachu's PikaBoo
- 場景：海邊別墅
- 劇情簡介：在海邊的度假別墅，皮卡丘和其他神奇寶貝們玩起了捉迷藏，由基拉因為鬧彆扭，沒有加入大家。就在這時，由基拉踢的石塊不小心砸中了割草機，割草機於是暴走了，朝著大家衝過來，一場緊張刺激的心跳捉迷藏就此展開！
- 主要登場神奇寶貝：由基拉、布盧皇、變隱龍、穿山鼠、頓甲、露力麗、走路草、向日花怪。

## 外部連結
- （日語）電影介紹 （页面存档备份，存于）
- 互联网电影数据库（IMDb）上《神奇寶貝劇場版：雪拉比 穿梭時空的相遇》的资料（英文）
- 时光网上《神奇寶貝劇場版：雪拉比 穿梭時空的相遇》的資料（简体中文）
- 豆瓣电影上《神奇寶貝劇場版：雪拉比 穿梭時空的相遇》的資料 （简体中文）